# 亚马逊海牛
亞馬遜海牛（學名：Trichechus inunguis，Amazonian Manatee）是現存3種海牛中，體型最小的一種。其分布侷限在亞馬遜河流域的主要河道、支流與湖泊。在漲水期，亞馬遜海牛會進入淹水的森林，而在較乾燥的季節裡，牠們則會退回深潭或大湖中。由於牠們害羞的天性與昏暗的棲息水域，人們對牠們的社會行為了解不多。在巴西，亞馬遜海牛被稱為“peixe-boi”（牛魚），在其他西班牙語系國家則被稱為“vaca marina”（意為“海牛”sea cow）或“manati”。種名inunguis的意思是“沒有趾甲”，這是牠們不同於其他2種海牛的特點之一。

## 基本資料
其他俗名：South American Manatee（英）、Lamantin d'Amérique du Sud, Lamantin de l'Amazone（法）、 Lamantino Amazónico, Manatí Amazónico, Vaca Marica Amazónica（西）
出生時身長體重：75-85cm、10-15kg
最大身長體重記錄：2.8m、480kg
壽命：約60－70年

## 外型特徵
亞馬遜海牛與其他海牛類似，身體同樣呈紡錘狀，頭部比例小，背部寬闊，以及尾鰭扁平呈圓槳狀。但牠們有幾項可供辨別的特徵，包括更小、更為流線形的身體，較光滑的皮膚與較狹長的吻部，腹部有白或粉紅的斑紋，以及較為修長且缺乏趾甲的前肢。除了明顯的腹部淺色斑紋外，體色大致呈暗灰至黑色。

## 分布
亞馬遜海牛生存於亞馬遜河流域的河流與支流，包括巴西、祕魯、哥倫比亞與厄瓜多等國，牠們似乎僅在淡水中活動，雖然有時會進入河口。牠們可以往河流上游移動到水位夠高的地方，但一般偏好泛濫的湖泊與河道，特別是植物茂盛且水溫在攝氏22至30度之間的區段。每年6月水位高漲的時候，牠們會進入河道旁淹水的森林或溼地，而當7、8月份水位降低，牠們又會回到終年水量充沛的深潭等水域。

## 習性
牠們在覓食、旅行或交配時會形成鬆散的群體，一般不超過10頭，大族群則極為罕見。由捕獲的亞馬遜海牛的研究中，發現牠們不論白天或晚上皆會活動，每天花費約8小時覓食、4小時休息，其餘12小時則四處移動，每天游動的距離可達2.6公里以上。一般每分鐘換氣數次，最長可閉氣14分鐘。在野外，亞馬遜海牛的活動與河水的季節性變化息息相關，在枯水期時牠們會減少大部分的活動（包括覓食在內）以節省能量，到了12月河流水位開始上升時，雌海牛分娩、再次開始交配，海牛們開始儲存體內的脂肪。亞馬遜海牛主要天敵有美洲豹、黑凱門鱷、森蚺與公牛鯊。

## 生殖
亞馬遜海牛的繁殖期會受到季節性水位變化的影響。雖然自12月至隔年7月間皆可生產，但一般多位於2至3月，可能是因為此時雌海牛較易取得食物，哺乳期間的能量消耗壓力較小。由捕獲之幼獸觀察得知，牠們每個星期約可成長1.5公分、體重增加達1公斤左右。生產與交配約略在同時段發生，個體間曾觀察到有和西印度海牛類似的行為，包括展示生殖器、以前肢抱住對方與翻滾等動作。估計懷孕期至少在12個月以上，1胎僅產1仔，雙胞胎的情況極為少見。海牛母子間的連繫相當緊密，母親會將小海牛背在背上游泳或伴隨於身旁，推測可能每2年才生1胎。

## 食性
亞馬遜海牛以多種水生與半水生維管束植物為食。在亞馬遜河流域，由於季節性的水位變化高達10至15公尺，不同季節裡食物的供應量差距很大。在12月至隔年6月的雨季間，水位高漲，此時亞馬遜海牛會到氾濫的區域覓食，因該處的食物量非常豐富；當7、8月分水位開始降低時，牠們會移動至深潭與河流中；到了11、12月水位更低時食物來源更少，若是找不到新鮮食物，牠們會食用乾枯的植物或乾脆絕食。亞馬遜海牛的新陳代謝率相當低（約為一般恆溫動物的36%左右），加上體內儲藏有大量脂肪，這讓牠們可以在絕食的情況下存活200天之久。在枯水期中牠們有時會攝食泥土，這往往會造成腸阻塞甚至死亡。據捕獲的亞馬遜海牛所得資料，牠們每天消耗9至15公斤的植物，每天花6至8小時覓食，一次通常約30至90分鐘，但有時會長達2.5小時。

## 現狀
亞馬遜海牛早在17世紀時就已被人類捕殺，最初的目的應為獲取其肉。1780至1925年間每年的捕獲量估計在1,000至2,000頭左右，當時主要用來製作1種稱作“mixtra”的菜餚，將海牛肉油炸後包裹脂肪做成。到了1935年，由於皮革業的需求，捕獲量跟著大幅提升，1935年至1954年間，有上千張海牛皮與數公噸的海牛肉從巴西出口，造成其數量大減。雖然1954年發明了人造皮作為獸皮的替代品，直到1960年代早期，巴西地區每年仍捕殺4,000-10,000頭亞馬遜海牛，其後降低至1,000-2,000頭。1973年巴西政府將亞馬遜海牛列為保育類動物，但由於地處偏遠與缺乏執法者造成取締因難。盜獵通常使用魚叉，據報告指出目前的獵捕主要來自當地部落，以賣海牛肉來儲備軍火。
其最大族群位於巴西，在祕魯、哥倫比亞與厄瓜多並不常見。除了人類的獵殺，其死亡率也受自然因素影響，例如1963年發生的大旱災造成上百頭海牛死亡。棲地的破壞包括伐木、原油外洩汙染與開礦等，由於亞馬遜熱帶雨林的採伐急速增加，造成河水流量減少，不但造成乾旱期延長也使得食物變少，而汙染和泥沙迂積除了造成食物來源減少以外，也可能對其健康與生殖能力造成影響。另外，被漁網纏身導致的溺斃事件也造成不少死亡案例。和其他海牛一樣，牠們的低繁殖率加上盜獵與棲息地的嚴重破壞，已使其面臨滅絕的危機。